# Sipai
Os sipais (cipais, sipaios ou cipaios, do híndi shipahi, "soldado") eram soldados indianos que serviam no exército da Companhia Britânica das Índias Orientais, sob as ordens de oficiais britânicos. As presidências de Bombaim, Madras e Bengala mantinham seus próprios exércitos - em 1857, contavam entre si cerca de 200 000 sipais, comparados aos cerca de 40 000 homens do exército britânico regular na Índia. 
Em 1857, teve início um período prolongado de levantes armados e rebeliões na Índia setentrional e central contra a ocupação britânica daquela porção do subcontinente, com o nome de Revolta dos Sipais.

## Os sipaios nos territórios ultramarinos portugueses
Portugal manteve forças de sipaios no seu Estado Português da Índia e, mais tarde, em outros dos seus territórios ultramarinos.
Das presenças fora da Índia, o maior contingente de sipaios foi estabelecido em Moçambique, passando o termo a designar nos anos vindouros, sob dominação portuguesa, uma força militar, mais vocacionada para o policiamento local e rural, que era comandada por um oficial europeu. As forças de sipais estiveram envolvidas na Guerra do Ultramar, inclusive no Massacre de Mueda.

## A revolta dos cipaios
Em 1857 houve um conflito armado entre os cipaios e ingleses em que, revoltados, os cipaios começaram a perseguir e matar soldados ingleses. Sabendo disso os ingleses decidiram dar fim a essa rebelião, houve muitas mortes e os indianos perdem a batalha deixando o pais ser dominado pela Inglaterra.